# خوسيه أنطونيو ريمون كانتيرا
خوسيه أنطونيو ريمون كانتيرا (بالإسبانية: José Antonio Remón Cantera) (و. 1908 – 1955 م) هو سياسي من بنما ولد في مدينة بنما.

## روابط خارجية
- خوسيه أنطونيو ريمون كانتيرا على موقع الموسوعة البريطانية (الإنجليزية)
- خوسيه أنطونيو ريمون كانتيرا على موقع مونزينجر (الألمانية)